# Wayne County & Home Savings Bank
El Wayne County & Home Savings Bank era un edificio bancario de la ciudad de Detroit, Míchigan (Estados Unidos). Se encontra en la esquina de la calle Griswold con la avenida Míchigan. Durante el siglo XX se demolieron sus pisos superiores y se alteró su fachada. El actual inmueble de dos pisos es ocupado por el First Independence Bank.

## Historia
El 25 de abril de 1913 se fusionaron el Wayne County Savings Bank y el Home Savings Bank y se anunció que se construiría una nueva sede en el Downtown.
Este edificio fue diseñado por el estudio de arquitectura Donaldson & Meier, que en 1913 ya había diseñado el anexo del vecino State Savings Bank en la calle Fort. Fue inaugurado el 20 de diciembre de 1915. Se construyó con cimientos que en caso de ser necesario podrían soportar un rascacielos. Pero el edificio se convirtió en una sucursal de Manufacturers Bank y en los años 1960 se eliminaron del 2º al 8º pisos. El exterior fue revestido y adaptado al gusto moderno, y quedan pocos indicios de su pasado monumental.